# Contea di Sclafani Syrah
Il Contea di Sclafani Syrah è un vino DOC la cui produzione è consentita nelle province di Agrigento, Caltanissetta e Palermo.

## Caratteristiche organolettiche
- colore: rosso rubino carico
- odore: caratteristico, fruttato
- sapore: ricco, corposo

## Produzione
Provincia, stagione, volume in ettolitri
- nessun dato disponibile